# 자오저우만 조차지
키아우초우(독일어: Kiautschou, 중국어 간체자: 胶州湾, 정체자: 膠州灣, 병음: Jiāozhōu Wān, 한국어: 교주만 조차지, Jiaozhou Bay)는 독일 제국이 중국 북부의 산둥성 산둥반도 남해안의 자오저우 만에 조차하고 있던 조차지이다. 자오저우(현재의 자오저우 시)의 남쪽으로 하트 모양으로 들어간 자오저우 만의 수면 전역과 만의 입구의 양쪽의 반도가 있는 곳이다. 면적은 552km2이고, 위치는 북위 36도 7부 24. 44초, 동경 120도 14부 44. 3초로 1898년부터 1914년까지 독일 제국의 조차지가 있었던 곳이다.
'키아우초우(Kiautschou)'란 중국 산둥반도 이남의 만(灣) 이름인 '자오저우(Jiāozhōu[膠州])'를 옮긴 것이다. 당시 중국어의 연구개음(ㄱ계 자음) 구개음화가 덜 진행되어 '膠[jiāo]'가 '자오(←쟈오)'가 아니라 '갸오' 비슷하게 읽혔기 때문. 'tschou'는 한어 병음 'zhou', 웨이드-자일스 표기 'chou'의 독일식 표기.
서구권에서는 대체로 이 시기의 해당 지역을 '키아우초우'라는 독일식 발음으로 부른다. 반면 우리나라에서는 '자오저우 만'을 한국 한자음으로 읽은 '교주만(膠州灣)'이라는 표기가 압도적으로 많이 쓰인다.

## 개요
자오저우 만 조차지는 당시, 자오저우라는 발음에 근거해, 독일어에서는 Kiautschou, 영어에서는 Kiaochow Kiauchau Kiao-Chau라고 표기되었다. 독일은 자오저우 만 조차지의 행정 중심지로 만 입구 동쪽 반도에 칭다오(Tsingtao, 현재의 표기：Qingdao)를 건설했다.

## 배경
19세기 제국주의 확대의 시대, 통일 독일제국에서도 다른 나라들과 같이 식민지 획득에 열을 올리고 있었다. 이것은 중국 내 독일 식민지 건설에 크게 영향을 주었다. 독일 식민지 건설의 특징은 식민지는 모국 경제를 뒷받침하는 것이 목적이라는 생각을 가지고 있었다. 중국은 식민지화의 표적이 되었다. 막스 베버와 같은 사상가조차 정부에 공격적인 식민지 정책을 채택하도록 요구하고 있었다. 
그러나 세계적인 군사력이 없이는 세계정책(Weltpolitik)을 펼칠 수 없었기 때문에, 우선 중국에 순양함 함대, 독일 동양함대의 모항, 본국에 있는 대양함대(Hochseeflotte)의 기항처가 되는 항구가 필요했다. 이들 함대는 포함 외교의 담당자로서 평상 시에는 독일의 이익을 수호하고, 전시에는 독일 무역로를 방어하며, 적국의 무역로를 방해하는 것이 목적이었다. 이 때문에 세계 각지에 독일 해군기지를 구축하는 것이 중요했다.
중국에서 항만 확보는 또 다른 목적을 수반하고 있었다. 함대 증강에 따른 독일 국내 외의 긴장을 생각하여, 중국 내의 독일 식민지는 독일 해군의 선전 장소로도 활용되어야 했다. 자오저우 만 조차지는 초기부터 모범적 식민지를 목표로 건설되었다. 모든 설비나 행정기관, 능률 등은 독일인 그리고 세계에 자랑할 독일 식민지 정책 과시가 그 목적이었다.

## 독일의 점령과 조차
1860년, 프로이센 왕국의 원정 함대가 아시아를 방문하여 자오저우 만 주변 지역을 조사하였다. 다음 해인 1861년, 프로이센과 청의 무역 협정이 조인되었다. 페르디난트 폰 리히트호펜은 1868년부터 1871년까지 중국을 탐험한 뒤, 자오저우 만을 이상적인 함대 기지로서 추천하였다.
청일전쟁 이후 1896년, 당시 독일 동양함대의 사령관이었던 알프 레이트 폰 티르핏트 제독은 이 지역을 개인적으로 조사했다. 독일은 삼국 간섭으로 청나라 중재를 한 러시아 제국이나 프랑스에 비해 중국에서 발판을 구축하는 것이 늦었으므로 다른 열강의 손이 닿지 않은 지역을 물색하여 최종적으로 산둥반도를 주목했다.
1897년 11월 1일, 산둥성 서부의 거야현(현재의 허쩌 시)에서 독일인 선교사 두 명이 살해당하는 사건이 일어났다. 이 거야사건(Juye incident)은 독일 빌헬름 2세 황제에게 독일인 선교사를 보호한다는 침략의 구실을 주었다. 청나라 정부 중앙가 이 사건의 상세하게 파악하기 전에 상하이에 있던 독일 동양함대 사령관 폰 디에데리히(von Diederichs)는 11월 7일에 자오저우 만 점령 작전을 명령 받았다(그는 1898년 3월 7일에 총독에 임명된다.). 11월 14일, 독일 해병대는 장기 항해로 인한 상륙과 육상훈련을 구실로 자오저우 만에 상륙하여, 전투없이 자오저우의 총병아문에 있던 청나라 병사들 1,000명 이상에게 퇴거를 명하고 만의 해안을 점령했다. 청나라는 이 부대를 철수시키려 쓸데없는 노력을 계속했다. 11월 20일, 청독 교섭이 시작되었지만, 다음 해 1898년 1월 15일, 선교사 사건의 무마라는 결말로 끝났다.

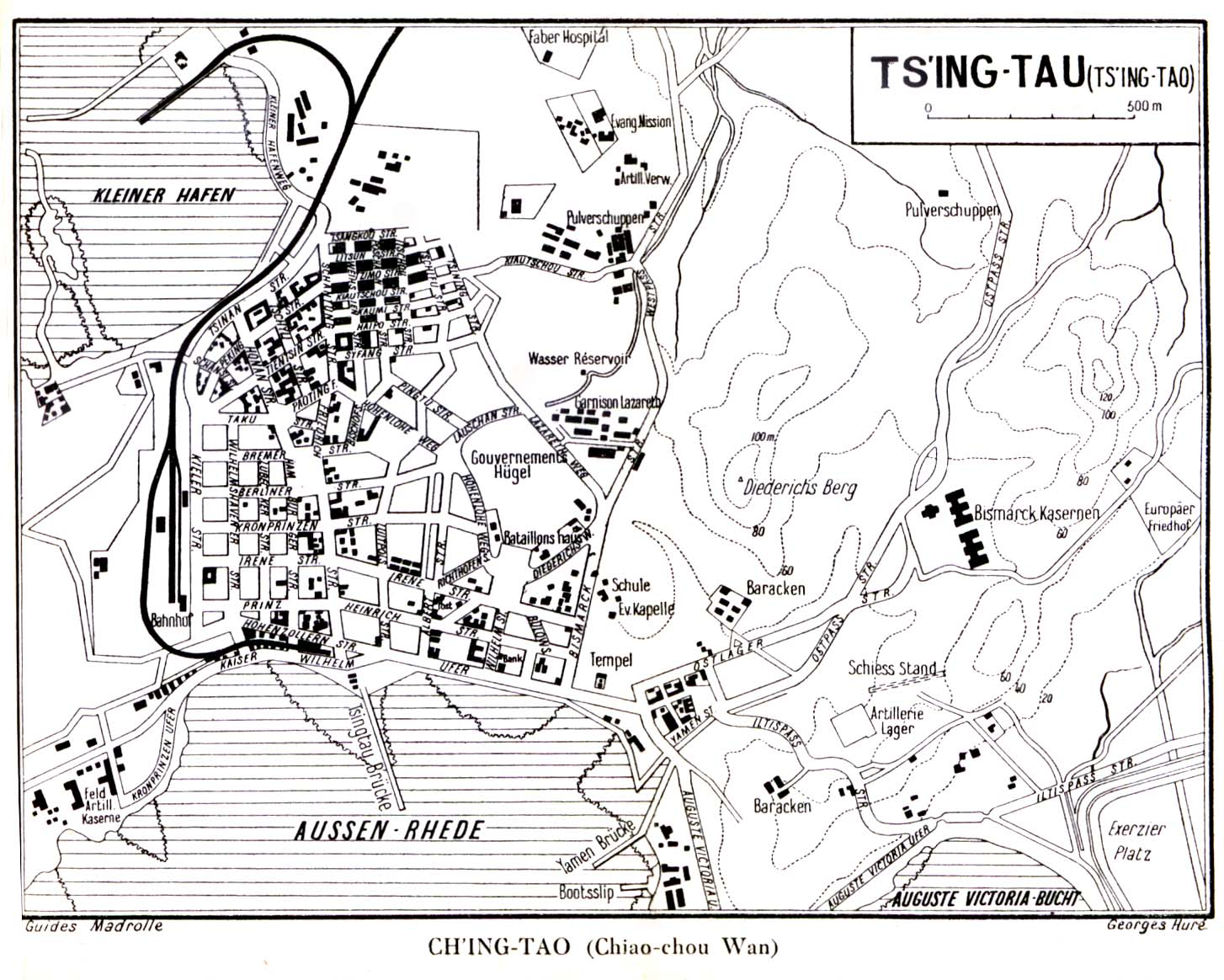
1912년 독일령 칭다오의 지도

몇 개월 후인 3월 6일, 독일 제국은 독청 조약을 맺어, 자오저우 만을 99년간 청나라 정부로부터 조차하게 되었다. 이 조차지에는 주변 최대 자오저우는 포함되지 않았지만, 만의 수면 전부와 만을 둘러싼 동서의 반도, 만 내외의 섬들은 조차지가 되었다. 그 주위의 50km 지역은 중립 지대가 되어, 독일군의 자유로운 통행이 전면적으로 허용되어 독일 정부의 승인없이 중국 측이 명령이나 처분을 내릴 수 없게 하였다. 6주 후의 4월 6일, 이 지역은 공적으로 독일 보호하에 놓여 1899년 7월 1일에는 조약항으로 개항되었다. 이 때 조차지 내의 인구는 8만 3천명이었다.
청독의 조차계약의 결과, 중국 측은 조차지와 그 주위 50km 중립 지대의 모든 주권을 행사하게 되었다. 자오저우 만 총독부(Gouvernement Kiautschou)는 독일 제국의 주권 하에 있는 청나라의 영토로, 조차 기간 내 독일의 보호지역으로 남게 되었다. 또한 청나라 정부는 독일에 2건의 철도 부설권과 주변의 광산·탄광 채굴권을 양보했다. 독일 보호 하의 자오저우 만 조차지 이외의 산둥성 각지도 이렇게 독일의 영향권에 들어갔다. 조차 조약은 독일 세력의 확대에 일정한 제약을 가했음에도 불구하고, 선례를 들어 러시아(따롄), 영국(웨이하이 웨이 및 홍콩 바깥의 신계), 프랑스(광저우 만)와 같이 99년간 조차 조약으로 차례로 연결되어 버렸다.

## 조차지의 정치

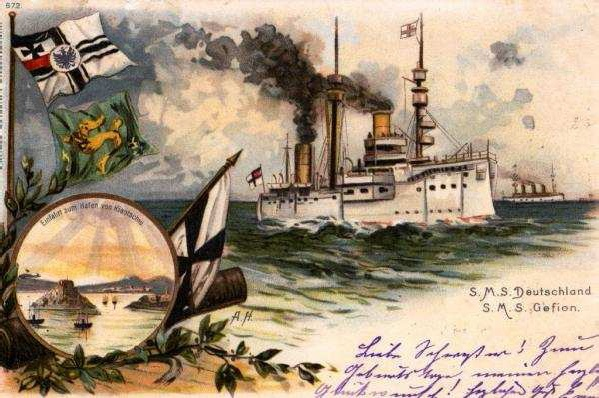
독일 해군 함선 SMS Deutschland 와 SMS Gefion 의 교주만에의 도착, 1899년

이 보호령은 독일 함대의 모항이며, 함선의 연료 보급과 이를 위한 석탄 채굴이라는 목적을 가지고 있었고, 독일 해군의 위상을 과시하기 위한 장소라는 중요성이 있었으므로, 자오저우 만 조차지는 독일 외무성 식민지국으로서 해군성(Reichsmarineamt)의 관할이 되었다. 조차지의 장은 총독(Gouverneur, 5명의 역대 총독은 모두 해군 장교)으로 해군 대신 티르핏트로부터 직접 임명되었다. 총독은 조차지 내의 군사권과 행정권 모두를 행사할 수 있었다. 군사는 부총독(해군 군령 부장)이 운영하며, 행정은 민정 부장(Zivilkommissar)이 운영했다. 그 외 자오저우 만 조차지에서 중요한 역할을 한 관료는 항만·도시 건설부장, 1900년 이후는 고등재판소의 판사, 및 중국문제 부장이었다. 1902년 이후 중국위원회(Chinese committee)도 총독의 자문기관이 되었다.
재정부, 건축부, 의무부는 총독의 직할이며, 이들은 경제나 무역, 의료 등에서 순조롭고, 모범적인 식민지 만들기라는 역할을 수행하였다. 독자적인 통화를 구축하여 칭다오 달러를 만들어 엄격한 금융제도, 수출입 관세의 자유화, 중국인으로부터 토지 매수와 측량으로 토지를 안전하게 거래할 수 있도록 제도를 정비하고, 부두나 도크의 정비, 엄격한 유럽풍 건축으로 조성한 거리풍경, 이주한 중국인 구획조성, 가로수 정비, 주위의 임야 조성, 상수도와 하수도 구축, 병원이나 초등학교 설립, 독일과 청의 공동출자에 의한 덕화대학 등이 이 땅에 실현되었다.
작은 항구도시였던 자오저우는 상업, 법제도가 정비된 상업항, 칭다오로 발전하였다. 유교국가가 아니던 중국에 독일의 성문화가 침투하여 중국 여성의 대규모 매춘에 부모없는 서양 혼혈아가 양산되었다. 칭다오는 부두나 도크의 사용료, 농산물이나 석탄의 수출로 많은 세입을 얻었다. 자오저우 만 조차지는 독일의 국익과 함대를 정박하는 장소에 지정되었기 때문에, 해군성은 경제나 문화의 발전에 힘을 썼다.

## 조차지의 끝
제1차 세계대전 개전 직후, 일본은 독일에 대해, 교주만 조차지를 중국에 반환하도록 최후통첩을 보냈다. 그 최종 기한인 1914년 8월 23일, 일본은 대 독일 선전포고했다(독일 전쟁). 독일 동양함대는 만의 폐쇄를 우려하여 독일 본국으로 회항하려고 했지만(개전 시에 주력은 이미 칭다오로부터 탈출했다.) 남미의 포클랜드 해전에서 패배했다. 9월 산둥반도에 상륙한 일본군은 교주만을 목표로 육로 독일군과 전투를 계속해 만의 내외에서도 함선끼리의 싸움이 있었다. 10월 31일부터의 칭다오 전투의 결과, 1914년 11월 7일에 교주만은 일본군이 점령했다. 독일 전쟁 개전 직전에 칭다오를 탈출한 경순양함 엠덴의 인도양에서의 활약은 유명하다.

## 일본군의 점령
산둥반도를 점령하고 나서, 일본은 위안스카이 북양정부에 대해, 산둥에 대한 독일의 권익을 일본이 계승하고, 만주에 대한 일본의 이권을 반영구화하며 남만주와 내몽골 일부를 일본에 조차하는 것을 요지로 하는 등 21가지 특혜조건을 요구(1915년 1월 18일)하였고, 중국은 이를 수용(5월) 할 수 밖에 없었다.(→21개조 요구) 칭다오는 일본군이 통치했다. 칭다오 수비 군사령부가 1917년 10월까지 군정을 하고, 그 다음은 민정장관이 행정을 실시했다.

## 같이 보기
- 칭다오